# Кажуэйру (Алагоас)
Кажуэйру (порт. Cajueiro)  —  муниципалитет в Бразилии, входит в штат Алагоас. Составная часть мезорегиона Восток штата Алагоас. Находится в составе крупной городской агломерации . Входит в экономико-статистический  микрорегион Мата-Алагоана. Население составляет 19 169 человек. Занимает площадь 124 км².

## История
Город основан в ínicio do século XIX году